# Robert Kremann
Robert Kremann  (* 16. August 1879 in Iglau, Mähren; † 14. September 1937 in Graz) war ein österreichischer Chemiker.
Kremann studierte Chemie in Graz und Wien unter anderem bei Zdenko Hans Skraup in Graz und anschließend in Deutschland bei den Physikochemikern  Walther Nernst, Robert Luther, Karl Elbs und William Küster. 1902 wurde er in Graz promoviert und war dort Assistent, 1905 Privatdozent und ab 1908 außerordentlicher und ab 1919 ordentlicher Professor für Physikalische Chemie.
1910 wurde er zum  Mitglied der Leopoldina gewählt. 1928 wurde er korrespondierendes Mitglied der Wiener Akademie der Wissenschaften und erhielt 1907 (für Arbeiten zur Esterverseifung) und 1925 (für die Entdeckung des Elektrolyteffekts bei Legierungen) deren Haitlinger-Preis.
Er befasste sich mit vielen Bereichen der Physikalischen Chemie wie Elektrochemie (elektrolytisches Verhalten von Metallen und Legierungen), chemische Gleichgewichte und Zusammenhang physikalischer Eigenschaften und chemischer Zusammensetzung.

## Schriften
- Synthetische Versuche mit Acetochlorglucose und Acetochlorgalaktose. Dissertation, Universität Graz, 1902 (handschriftlich)
- Die Anwendung der therm. Analyse zur Erkennung chemischer Verbindungen, Ahrenssche Sammlung chemisch-technischer Vorträge, 1909
- Leitfaden der graphischen Chemie, 1910
- Anwendung physikalisch-chemischer Theorien auf technische Prozesse und Fabrikationsmethoden, 1911, 2. Auflage 1932
- Die periodischen Erscheinungen in der Chemie, Ahrenssche Sammlung chemisch-technischer Vorträge, 1913
- Die elektrolytische Darstellung von Legierungen aus wäßrigen Lösungen, Sammlung Vieweg, 1914, H. 19
- Die Eigenschaften binärer Flüssigkeitsgemische. Ein Beitrag zur Theorie der konzentrierten Systeme, Ahrens-Herzsche Sammlung chem.-techn. Vorträge, Bd. 23, 1916
- Die Eigenschaften der Metalle und ihrer Legierungen, Teil 1, Chemische Metallkunde, 3. Abschnitt. Elektrochemische Metallkunde, Metallographie, hrsg. von W. Guertler, 1921
- Elektrolyse geschmolzener Legierungen, Sammlung chemischer und chemisch-technischer Vorträge, 1926
- Mechanische. Eigenschaften flüssiger Stoffe, Volumen, Dichte, Kompressibilität. Oberflächenspannung, innere Reibung, in: Handbuch für allg. Chemie, 1928
- mit R. Mueller: Elektromotorische Kräfte, Elektrolyse und Polarisation, 2 Bände, 1930/31